# Batería LeRoy
Batería LeRoy es una batería de artillería histórica ubicada en James Island, Charleston, Carolina del Sur, Estados Unidos.

## Historia
Fue construido en 1863 y diseñado para proteger la parte baja de James Island. Al final de la guerra esta batería montaba cuatro cañones. El reducto de tierra mide aproximadamente 340 pies en su cara derecha, 140 pies en la cara central y 160 pies en la cara izquierda. Tiene un parapeto de 15 pies de alto y un polvorín ligeramente más alto.
Fue incluido en el Registro Nacional de Lugares Históricos en 1982.